# 博米斯特 (加利福尼亞州)
博米斯特（英語：Bormister）是位於美國加利福尼亞州莫多克縣的一個非建制地區。該地的面積和人口皆未知。

## 地理
博米斯特的座標為41°21′19″N 120°32′14″W / 41.35528°N 120.53722°W，而該地的平均海拔高度為1333米（即4373英尺）。